# فلیکس اشنایدر
فلیکس اشنایدر (انگلیسی: Felix Schnyder؛ ۵ مارس ۱۹۱۰ – ۸ نوامبر ۱۹۹۲) وکیل و دیپلمات سوئیسی بود. وی در سال ۱۹۶۰ به عنوان رئیس یونیسف خدمت کرد و بین سال‌های ۱۹۶۰ تا ۱۹۶۵ ریاست کمیساریای عالی سازمان ملل متحد برای پناهندگان را برعهده داشت.

## حرفه
وی در سال ۱۹۴۰ پس از تحصیلاتش در حقوق وارد عرصه دیپلماتیک سوئیس گردید و به مسکو، برلین و واشینگتن دی سی اعزام شد. در ۱۹۵۸ درحالی‌که سوئیس هنور عضو سازمان ملل نشده بود به عنوان نماینده یا ناظر دائمی سوئیس در سازمان ملل منصوب گردید. او به عنوان مدیر هیئت اجرایی یونیسف انتخاب شد و در ۱۹۶۰ در سمت رئیس هیئت اجرایی یونیست منصوب گردید. اشنایدر از ۱۹۶۰ الی ۱۹۶۵ تا قبل از آگوست لیندت سومین مقام کمیساریای عالی سازمان ملل برای پناهندگان بود.

## فعالیت
اشنایدر در بازگرداندن پناهندگان الجزایری از تونس به مراکش میانجی بود، وی همچنین در طول بحران‌های پناهندگان در جهان حمایت از مجمع عمومی سازمان ملل متحد را برای میانجیگری میان دولتها جلب نمود، به ویژه در کمک به پناهندگان رواندا در منطقه دریاچه‌های بزرگ آفریقا نقش مهمی ایفا کرد که منجر به تصویب پروتکل ۱۹۶۷ شد.